# Netherwitton
Netherwitton – wieś w Anglii, w hrabstwie Northumberland. Leży 30 km na północny zachód od miasta Newcastle upon Tyne i 427 km na północ od Londynu. W 2001 miejscowość liczyła 272 mieszkańców.